# Paculla mului
Espèce
Paculla mului est une espèce d'araignées aranéomorphes de la famille des Pacullidae.

## Distribution
Cette espèce est endémique du Sarawak en Malaisie,.

## Publication originale
- Bourne, 1981 : Two new armoured spiders of the genus Paculla Simon, 1887 from Sarawak (Araneae: Pacullidae). Bulletin of the British Arachnological Socity, vol. 5, p. 217-220.